# Guillermo Blanc
Guillermo Blanc (Sarandí, 21 de febrero de 1946-Adrogué, 21 de noviembre de 2021) fue un periodista, abogado, locutor y conductor televisivo argentino.

## Biografía
Nacido en Sarandí, siendo niño se mudó a Wilde y luego a Dock Sud, donde se perfeccionó en el ámbito del fútbol. 
Cursó la carrera de abogacía, pero la pasión por el fútbol y su fanatismo por Boca Juniors, lo llevaron a estudiar periodismo deportivo en el Círculo de Periodistas Deportivos.

### Televisión
En televisión, Blanc se inició en Canal 11 en el programa El pueblo quiere saber, conducido por Lucho Avilés y Pinky. Junto a Raúl Becerra, tuvo la idea de crear el programa Yo amo a la TV, del cual Blanc se inició primero como panelista y luego como presentador. En 2008 participó de algunos capítulos de Todos contra Juan, protagonizado por Gastón Pauls.

### Radio
En radio condujo ciclos de interés general como La noche de Blanc, La mañana de Soldán con Silvio Soldán, Mauro Viale, Raúl Fernández, Calígula y Daniel Batolla, y Buenos muchachos, que lideraba las tardes de Radio 10 junto a Jorge Jacobson, Rolo Villar, Beto Casella y Lito Pintos. Trabajó en importantes emisoras como Radio Mitre, Radio Continental y Radio del Plata. También fue jefe de espectáculos de Radio Rivadavia.
Su carrera se nutrió por haber sido director durante 1980 de Radiolandia 2000. También se desempeñó como miembro activo y secretario de APTRA (Asociación de Periodistas de la Televisión y Radio Argentinas), interviniendo decenas de veces en las entregas de los Premios Martín Fierro.
También fue uno de los entrevistados del libro Historia de la televisión argentina contada por sus protagonistas. Como periodista gráfico trabajó siendo columnista de la revista La Primera (2000).

### Fallecimiento
El 21 de noviembre de 2021, falleció a los 75 años víctima de un infarto agudo de miocardio, tras sufrir una descompensación el día anterior. Se encontraba internado en la clínica IMA de Adrogué por una infección urinaria. Su hijo es el productor y periodista Patricio Blanc.

## Televisión
- 2008: Todos contra Juan
- 2006-2013: Yo amo a la TV (conductor)
- 2000: Telepasillo
- 1998-2003: Yo amo a la TV (panelista)
- 1993-1996: El Periscopio (productor)
- 1989: El pueblo quiere saber

## Radio
- La noche de Blanc.
- Buenos Muchachos.
- La mañana de Soldán.